# Рахман, Гидеон
Гидеон Рахман (англ. Gideon Rachman; род. 1963[…], Англия) — британский журналист. С июля 2006 года является главным комментатором по международным вопросам в газете Financial Times. В 2016 году получил премию Оруэлла в области политической журналистики. В том же году был удостоен комментаторской премии (англ. Commentator Award) на церемонии вручения премии European Press Prize.

## Биография
Родился в Англии, в семье евреев из Южной Африки; часть детства провёл в Южной Африке. Его дядя, Ронни Хоуп, был редактором новостей в газете «Джерузалем пост». Рахман изучал историю в британском Колледже Гонвилл-энд-Киз и в 1984 году получил диплом с отличием в Кембриджском университете. Во время учёбы в колледже, он дружил с будущим агентом Секретной разведывательной службы Ричардом Томлинсоном, которому он написал рекомендацию для получения стипендии Кеннеди.
Рахман начал свою карьеру во Всемирной службе Би-би-си в 1984 году. С 1988 по 1990 год был репортёром газеты The Sunday Correspondent.
Проработал 15 лет в журнале The Economist; сначала в качестве заместителя редактора в Соединённых Штатах Америки (США), затем в качестве корреспондента в Юго-Восточной Азии в Бангкоке. Позже работал редактором The Economist по Азии, а с 1997 по 2000 год занимал пост редактора в Великобритании. Был отправлен в Брюссель, Бельгия, где вёл колонку Charlemagne по вопросам Европы.
С июля 2006 года работает в газете Financial Times. Пишет о международной политике, уделяя внимание внешней политике США, Европейскому Союзу и геополитике в Азии.

## Книги
Первая книга Рахмана «Мир с Нулевой Суммой» (англ. Zero-Sum World)  была опубликована в 2010 году в Великобритании. Опубликована в США под названием «Будущее с Нулевой Суммой» (англ. Zero-Sum Future) и переведена на семь языков, включая китайский, немецкий и корейский. Книга была отчасти историей, а отчасти — прогнозом. В ней утверждалось, что тридцать лет с 1978 по 2008 годы формировались совместным принятием глобализации ведущими мировыми державами, которые создали «беспроигрышный мир», ведущий к большему миру и процветанию. Рахман предсказал, что финансово-экономический кризис, начавшийся в 2008 году, приведет к миру с нулевой суммой, характеризующемуся усилением напряженности между ведущими мировыми державами. Скотт Малкомсон  из газеты The New York Times похвалил книгу как «возможно, лучший доступный в настоящее время однотомный отчёт об огромном посткоммунистическом распространении личной свободы и экономического процветания».
В августе 2016 года опубликовал книгу под названием «Истернизация - Война и Мир в Азиатском Веке» (англ. Easternisation - War and Peace in the Asian Century). В книге утверждается, что 500-летнее господство Запада в мировой политике подходит к концу в результате подъёма новых держав в Азии. В центре внимания была угроза конфликта между США и Китаем, ослабление позиций Америки в мире и соперничество между Китаем и его соседями. Джонатан Фенби из газеты «Санди таймс» назвал книгу «ма́стерской», а Стивен Робинсон из газеты «Дейли телеграф» — «великолепной». Историк Йельского университета Пол Кеннеди сказал: «Это действительно одна из тех работ, о которых вы можете сказать, что хотели бы, чтобы наши политические лидеры прочитали и задумались о её значительных выводах».

## Личная жизнь
Его брат — английский писатель Том Рахман, автор романов «Имперфекционисты» (англ. The Imperfectionists) и «Взлёт и Падение Великих Держав» (англ. The Rise & Fall of Great Powers). Сестра Карла — искусствовед. Сестра Эмили умерла от рака груди в 2012 году.